# Mamestra aliena
Mamestra aliena är en fjärilsart som beskrevs av Philogène Auguste Joseph Duponchel 1836. Mamestra aliena ingår i släktet Mamestra och familjen nattflyn. Inga underarter finns listade i Catalogue of Life.